# Mackorel Sampeur
Mackorel Sampeur (Pétion-Ville, 20 marzo 1986) è un calciatore haitiano, centrocampista del Royan-Vaux.

## Carriera

### Club
Nel 2011, dopo aver giocato in patria, al Violette, si trasferisce in Martinica, al Golden Star. Nell'estate 2016 viene acquistato dal Royan-Vaux.

### Nazionale
Ha debuttato in Nazionale il 23 aprile 2008, nell'amichevole Guatemala-Haiti (1-0). Ha partecipato, con la Nazionale, alla Gold Cup 2009. Ha collezionato in totale, con la maglia della Nazionale, 21 presenze.